# Пэксан (премия)
Премия «Пэксан» (кор. 백상예술대상, Baeksang yesul daesang, конц. Пэксан йесуль тэсан) — награда за выдающиеся достижения в области кинематографа, телевидения и театра в Южной Корее. Награда впервые была представлена в 1965 году Чан Ки Ёном, основателем газеты Hankook Ilbo, псевдоним которого был «Пэксан». Награда была учреждена для развития корейской популярной культуры и искусства, а также для повышения морального духа артистов. Награда считается одной из самых престижных наград в сфере развлечений в Южной Корее.
Премия «Пэксан» ежегодно вручается на церемонии, организованной Ilgan Sports и JTBC, филиалами JoongAng Ilbo в Сеуле. Это единственная церемония награждения в стране, присуждающая награды за выдающиеся достижения в области кино, телевидения и театра.

## Нынешние номинации

### Кинематограф
- Гран-при
- Лучший фильм
- Лучший режиссёр
- Лучший режиссёр-новичок
- Лучший сценарий
- Лучший актер
- Лучшая актриса
- Лучший актёр второго плана
- Лучшая актриса второго плана
- Лучший актёр-новичок
- Лучшая актриса-новичок
- Премия «Пэксан» за лучшие технические достижения (кинематограф)

### Телевидение
- Гран-при
- Лучший сериал
- Лучшая развлекательная программа
- Лучшая обучающая программа
- Лучший режиссёр
- Лучший сценарий
- Лучший актёр
- Лучшая актриса
- Лучший актёр второго плана
- Лучшая актриса второго плана
- Лучший актёр-новичок
- Лучшая актриса-новичок
- Лучший эстрадный артист
- Лучшая эстрадная артистка
- Премия «Пэксан» за лучшие технические достижения (телевидение)

### Театр
- Лучшая постановка
- Лучший короткая постановка
- Лучший актер
- Лучшая актриса

### Другое
- Самый популярный актер
- Самая популярная актриса

## Бывшие номинации
- Лучший оригинальный саундтрек (2014)[8]
- Лучший режиссер-новичок (1988 - 2011)
- Лучший эстрадный артист-новичок
- Самый популярный эстрадный артист

## Специальные награды

### InStyle Fashion Award
| Год  | Победитель |
| ---- | ---------- |
| 2010 | Сон Йеджин |
| 2011 | Ли Минджон |
| 2014 | Чон Джихён |
| 2014 | Ким Хиэ    |
| 2014 | Лим Сиван  |
| 2015 | Ли Джонджэ |
| 2015 | Син Мина   |
| 2016 | Пак Погом  |
| 2016 | Пэ Суджи   |
| 2017 | Ким Ханыль |

### iQIYI Global Star Award
| Год  | Победитель |
| ---- | ---------- |
| 2015 | Ли Минхо   |
| 2015 | Пак Синхе  |
| 2016 | Сон Чжунги |
| 2016 | Сон Хегё   |

### Bazaar Icon Award
| Год  | Победитель |
| ---- | ---------- |
| 2018 | Нана       |
| 2019 | Ким Хёсу   |
| 2020 | Со Джихё   |

### Social Contribution Award
| Год  | Победитель |
| ---- | ---------- |
| 2013 | Ан Сонки   |

### Lifetime Achievement Award
| Год  | Победитель |
| ---- | ---------- |
| 1998 | Чон Так И  |
| 2003 | Ли Тхэ Он  |
| 2008 | Сон Хэ     |
| 2009 | Ли Сунджэ  |
| 2010 | Пэ Самрён  |
| 2011 | Син Сониль |
| 2017 | Ким Ёнэ    |